# Allopeas myrmekophilos
Allopeas myrmekophilos е вид тропично и сухоземно охлювче от семейство Subulinidae.

## Разпространение
Разпространен е в Малайзия.

## Екология
Този вид е първият познат мирмекофилен охлюв. Среща се само в колонии от мравки от вида Leptogenys distinguenda. Охлювчето консумира отпадъци от мравки и съвместното съществуване на двата вида се оказва възможно.